# Vágar (gmina)
Vágar (far. Vága kommuna) – gmina na Wyspach Owczych, terytorium zależnym Danii, położonym na Oceanie Atlantyckim. Sąsiaduje ona z gminą Sørvágur. Siedzibą jej władz jest Sandavágur.
Gmina położona jest na wschodniej części wyspy Vágar, między jeziorem Sørvágsvatn a Vestmannasund. Zajmuje 102,8 km².
Według danych na 1 stycznia 2014 roku Vága kommuna zamieszkiwana jest przez 1 962 ludzi.

## Historia
Vága Kommuna została założona 1 stycznia 2009 roku, w wyniku połączenia się gmin Miðvágs kommuna oraz Sandavágs kommuna. Wcześniej, od 1872 roku znajdowała się tam Vága Prestagjalds kommuna, która w 1915 roku podzielona została na cztery mniejsze jednostki, w tym gminę Miðvágur i Sandavágury.

## Populacja
Gminę zamieszkuje 1 962 ludzi. Współczynnik feminizacji wynosi tam ponad 89 (na 926 kobiet przypada 1 036 osób). Około 30% ludności jest młodsza niż 20 lat, zaś 22,5% ma lat więcej niż 60. Największa grupą mieszkańców w przedziałach dziesięcioletnich są osoby w wieku 0-9 lat, stanowiący 15,49% ludności, kolejną zaś ludzie w wieku 10-19 lat (14,48%).
Dane dotyczące demograficzne dla gminy Vágar zbierane są od początku jej istnienia. Liczba ludności w 2009 i 2010 roku wynosiła 1 942 ludzi, a następnie zmalała do 1 938 osób w 2011. Następnie ponownie wzrosła (1 963 ludzi w 2012 roku), by zmaleć w 2013 do 1 956. Obecnie odnotowywany jest przyrost populacji gminy.

## Polityka
Burmistrzem gminy jest Rósa Samuelsen z Partii Unii. Prócz niej w skład rady gminy wchodzi dziesięć osób. Ostatnie wybory samorządowe na Wyspach Owczych odbyły się w 2012 roku, a ich wyniki w gminie Vágar przedstawiały się następująco:
| Lista | Nazwa partii                                   | Głosy | Procent | Mandaty | Mandaty |
| ----- | ---------------------------------------------- | ----- | ------- | ------- | ------- |
| B     | Partia Unii (Sambandsflokkurin)                | 419   | 36,12   | 4       | +1      |
| C     | Partia Socjaldemokratyczna (Javnaðarflokkurin) | 413   | 35,60   | 4       | +1      |
| A     | Partia Ludowa (Fólkaflokkurin)                 | 328   | 28,28   | 3       | -3      |
|       | Suma                                           | 1 161 | 100     | 11      | -1      |

| Lista A        | Lista A                 | Lista A        | Lista B           | Lista B                 | Lista B           | Lista C           | Lista C                  | Lista C           |
| Fólkaflokkurin | Fólkaflokkurin          | Fólkaflokkurin | Sambandsflokkurin | Sambandsflokkurin       | Sambandsflokkurin | Javnaðarflokkurin | Javnaðarflokkurin        | Javnaðarflokkurin |
| Nr             | Kandydat                | Głosy          | Nr                | Kandydat                | Głosy             | Nr                | Kandydat                 | Głosy             |
| -------------- | ----------------------- | -------------- | ----------------- | ----------------------- | ----------------- | ----------------- | ------------------------ | ----------------- |
| 1.             | Marius Dam              | 44             | 1.                | Tórfríð Weihe Hansen    | 21                | 1.                | Tróndur Ravnsfjall       | 30                |
| 2.             | Linda Joensen           | 32             | 2.                | Rósa Samuelsen          | 63                | 2.                | S. Jóhannis Joensen      | 35                |
| 3.             | Jórun S. Haraldsen      | 40             | 3.                | Randi Niclasen          | 7                 | 3.                | Marin S. Bláberg         | 45                |
| 4.             | Jónhard Selfoss         | 36             | 4.                | Poul Arni Jacobsen      | 14                | 4.                | Malan F. Helgadóttir     | 14                |
| 5.             | Jóhannes S. Ellefsen    | 54             | 5.                | Petur Elias Nielsen     | 21                | 5.                | Jógvan Olsen             | 24                |
| 6.             | Jógvan Magnus Andreasen | 12             | 6.                | Napolion J.F. Magnussen | 19                | 6.                | Heðin Joensen            | 17                |
| 7.             | Jack Johansen           | 10             | 7.                | Jógvan Sjúrður Hansen   | 46                | 7.                | Gunnar K. Nattestad      | 31                |
| 8.             | Gerhard Hølck Hansen    | 18             | 8.                | Jonita H. Davidsen      | 12                | 8.                | Emmy H. Sandberg Joensen | 24                |
| 9.             | Eiler Joensen           | 8              | 9.                | Jonhard Joensen         | 42                | 9.                | Dánjal T. Thomsen        | 66                |
| 10.            | Dánial Johansen         | 46             | 10.               | Johannes F. Klein       | 37                | 10.               | Dánial Pauli Poulsen     | 26                |
| 11.            | Birita Bláhamar         | 27             | 11.               | Jan Johannesen          | 28                | 11.               | Albert Ólavur Ellefsen   | 101               |
|                |                         |                | 12.               | Helena B. Johannesen    | 7                 |                   |                          |                   |
|                |                         |                | 13.               | Eina Gudmundsen         | 34                |                   |                          |                   |
|                |                         |                | 14.               | Egil S. H. Petersen     | 51                |                   |                          |                   |
|                |                         |                | 15.               | Annbritt Tofegaard      | 16                |                   |                          |                   |
|                | Lista                   | 1              |                   | Lista                   | 1                 |                   | Lista                    | 0                 |

Frekwencja wyniosła 82,21% (z 1 411 uprawnionych zagłosowało 1 161). Oddano jedną niewypełnioną kartę i żadnej wypełnionej błędnie.

## Miejscowości wchodzące w skład gminy Vágar
| Miejscowość | Liczba mieszkańców (01.01.2014) | Krótki opis | Zdjęcie                                               |
| ----------- | ------------------------------- | --- | ----------------------------------------------------- |
| Miðvágur    | 1035                            | Największa miejscowość w gminie. Została założona w II połowie XIV wieku. Znajduje się tam Kálvalíð, jeden z najstarszych budynków na Wyspach Owczych, pochodzący z XVII wieku. Mieści się tam także siedziba Oilwind, jednej z największych na Wyspach Owczych firm zajmujących się przetwórstwem rybnym. Mieszkała tam Benita Broberg, stanowiąca inspirację dla tytułowej bohaterki powieści Barbara Jørgena-Frantza Jacobsena. Kościół w Miðvágur wybudowano w 1952 roku. | Miðvágur w lipcu 2011 roku.                           |
| Sandavágur  | 875                             | Siedziba władz gminy. Tamtejszy kościół wybudowano w 1917 roku. Znajduje się tam kamień runiczny z XII wieku, na którym Torkil Onundanson poinformował, iż jest pierwszym osadnikiem na tej ziemi. Potwierdziły to przeprowadzone prace archeologiczne. Odbywa się tam festiwal Vestanstevna, w którym biorą także udział trzy inne miejscowości: Miðvágur, Sørvágur i Vestmanna. Pochodzi stamtąd Venceslaus Ulricus Hammershaimb, twórca pisanego języka farerskiego.       | Sandavágur z widocznym na pierwszym planie kościołem. |
| Slættanes   | 0                               | Jedyna niezamieszkana miejscowość w gminie. Znajduje się w północnej części wyspy. | Slættanes w maju 2008.                                |
| Vatnsoyrar  | 52                              | Jedyna miejscowość na Wyspach Owczych nieznajdująca się nad morzem. Została założona w 1921 roku. Znajduje się tam popularny wśród młodych ludzi obóz letni. | Vatnsoyrar.                                           |